# Nick Wilson (hockey sur gazon)
Pour les articles homonymes, voir Wilson.
Nick Wilson est un joueur de hockey sur gazon néo-zélandais évoluant au poste d'attaquant au Central Falcons et avec l'équipe nationale néo-zélandaise.

## Biographie
Nick est né le 6 août 1990 à Palmerston North.

## Carrière
Il a été appelé en équipe nationale première en 2012 pour concourir aux Jeux olympiques d'été à Londres, au Royaume-Uni.

## Palmarès
- : 3e aux Jeux du Commonwealth en 2010